# Pawel Sergejewitsch Karassjow
Pawel Sergejewitsch Karassjow (russisch Павел Сергеевич Карасёв; * 10. Juli 1992 in Dresna) ist ein russischer Fußballspieler.

## Karriere
Karassjow begann seine Karriere bei Lokomotive Moskau. Zur Saison 2011/12 rückte er in den Kader der zweiten Mannschaft von Lok. Für diese kam er in drei Jahren insgesamt zu 84 Einsätzen in der Perwenstwo PFL, in denen er zehn Tore machte. Nachdem die Mannschaft nach der Saison 2013/14 den Spielbetrieb eingestellt hatte, wechselte Karassjow zum Zweitligisten Chimik Dserschinsk. Sein Debüt in der Perwenstwo FNL gab er im Juli 2014 gegen Krylja Sowetow Samara. Für Chimik kam er insgesamt zu 29 Einsätzen in der zweithöchsten Spielklasse, mit dem Klub stieg er zu Saisonende allerdings aus der Perwenstwo FNL ab.
Daraufhin wechselte der Mittelfeldspieler zur Saison 2015/16 zum Zweitligisten SKA-Energija Chabarowsk. In der Saison 2015/16 kam er zu 29 Zweitligaeinsätzen, in denen er ein Tor machte. In der Saison 2016/17 absolvierte er 32 Partien und stieg mit dem Klub zu Saisonende in die Premjer-Liga auf. Nach dem Aufstieg wechselte er allerdings zur Saison 2017/18 zum Neo-Ligakonkurrenten Anschi Machatschkala. Dort debütierte er im Juli 2017 gegen ZSKA Moskau in der höchsten Spielklasse. Nach vier Einsätzen für Anschi kehrte er bereits im August 2017 leihweise wieder nach Chabarowsk zurück. Dort kam er bis Saisonende zu 17 Einsätzen in der Premjer-Liga, mit dem Klub stieg er aber nach einer Spielzeit wieder in die zweite Liga ab. In der Saison 2018/19 kam er zu 30 Zweitligaeinsätzen.
Nach dem Ende der zweijährigen Leihe kehrte Karassjow nicht mehr nach Machatschkala zurück, sondern wechselte zum Erstligisten FK Tambow. In der Saison 2019/20 kam er zu 27 Einsätzen in der Premjer-Liga für den Verein. In der Saison 2020/21 kam er bis zur Winterpause in allen 19 Partien Tambows zum Einsatz. Nachdem der Verein in schwere finanzielle Probleme geraten war, wechselte Karassjow im Februar 2021 nach Belarus zu BATE Baryssau. Für BATE kam er insgesamt zu 27 Einsätzen in der Wyschejschaja Liha.
Nach einem Jahr im Ausland kehrte der Mittelfeldspieler im Januar 2022 wieder nach Russland zurück und schloss sich dem FK Nischni Nowgorod an. Für Nischni Nowgorod absolvierte er aber nur zwei Partien in der Premjer-Liga. Im September 2022 wechselte Karassjow zum Drittligisten Rotor Wolgograd.